# Maria Zamboni
Maria Zamboni (Ponti sul Mincio, 25 giugno 1891 – Peschiera del Garda, 24 marzo 1976) è stata un soprano italiano.

## Biografia
Nacque a Ponti sul Mincio da una famiglia di modeste origini. Studiò al conservatorio Arrigo Boito di Parma con il maestro Silva, per debuttare nel 1921 al Teatro Municipale di Piacenza come Margherita nel Faust di Gounod.
Negli anni successivi calcò le scene di molti importanti teatri italiani, tra i quali il Teatro Regio di Torino, il Teatro San Carlo di Napoli, il Teatro Regio di Parma, il Teatro Comunale di Bologna. Interpretò parti come Violetta ne La traviata, Desdemona nell'Otello, Annetta ne Il franco cacciatore, Manon nell'omonima opera di Massenet e Tosca.
Il suo nome fu associato particolarmente al Teatro Costanzi di Roma e alla Scala di Milano. Nel teatro romano cantò regolarmente dal 1922 al 1930, tra cui la parte di Maria nella prima mondiale de Lo straniero di Ildebrando Pizzetti. Alla Scala esordì nel 1924 come Mimì ne La bohème di Puccini e si esibì in molti ruoli fino al 1931; particolarmente significativa, nel 1926, fu la parte di Liù nella prima rappresentazione della Turandot sotto la direzione di Arturo Toscanini. Altri ruoli che interpretò nell'ambito delle stagioni scaligere furono Euridice in Orfeo ed Euridice di Gluck, Elsa nel  Lohengrin, Eva ne I maestri cantori di Norimberga, Manon Lescaut, Donna Elvira nel Don Giovanni.
Svolse anche una notevole carriera internazionale, con presenze in America del Sud negli anni venti, dove divenne particolarmente popolare al Teatro Colón di Buenos Aires cantandovi dal 1924 al 1926, esibendosi anche a Rio de Janeiro, Montevideo, San Paolo, Santiago del Cile. In Europa negli anni trenta ebbe un considerevole successo nei Paesi Bassi.
Negli ultimi anni di carriera apparve ancora come Liù nella Turandot e come Morenita nell'opera di Mario Persico al Teatro San Carlo di Napoli. L'ultima performance fu nel 1936 in una trasmissione radiofonica de I maestri cantori di Norimberga.
Fu in seguito insegnante di canto a Milano per oltre vent'anni, prima di ritirarsi a Verona.
Riposa nella tomba di famiglia nel cimitero di Peschiera del Garda.

## Incisioni
Maria Zamboni appartiene alla prima generazione di musicisti di cui sono rimaste registrazioni. In particolare fu la prima cantante a registrare la parte di Manon Lescaut in un'edizione completa. Come incisioni singole, rimangono Vissi d'arte dalla Tosca, diverse arie da Turandot, Otello, La traviata e Lohengrin e duetti da La bohème e Carmen con Beniamino Gigli.

## Repertorio
| Ruolo            | Titolo                          | Autore     |
| ---------------- | ------------------------------- | ---------- |
| Micaela          | Carmen                          | Bizet      |
| Margherita       | Mefistofele                     | Boito      |
| Euridice         | Orfeo ed Euridice               | Gluck      |
| Margherita       | Faust                           | Gounod     |
| Mariella         | Il piccolo Marat                | Mascagni   |
| Manon Lescaut    | Manon                           | Massenet   |
| Donna Elvira     | Don Giovanni                    | Mozart     |
| Marina           | Boris Godunov                   | Musorgskij |
| Maria            | Lo straniero                    | Pizzetti   |
| Manon Lescaut    | Manon Lescaut                   | Puccini    |
| Mimì             | La bohème                       | Puccini    |
| Floria Tosca     | Tosca                           | Puccini    |
| Cio-Cio-San      | Madama Butterfly                | Puccini    |
| Lauretta         | Gianni Schicchi                 | Puccini    |
| Liù              | Turandot                        | Puccini    |
| Violetta Valéry  | La traviata                     | Verdi      |
| Desdemona        | Otello                          | Verdi      |
| Mrs. Alice Ford  | Falstaff                        | Verdi      |
| Elsa di Brabante | Lohengrin                       | Wagner     |
| Eva              | I maestri cantori di Norimberga | Wagner     |
| Annetta          | Il franco cacciatore            | Weber      |